# Elfik zielony
Elfik zielony (Coeligena orina) – gatunek małego ptaka z rodziny kolibrowatych (Trochilidae). Występuje w Andach w północno-zachodniej części Ameryki Południowej, jest endemitem Kolumbii. W Czerwonej księdze gatunków zagrożonych IUCN klasyfikowany jest jako gatunek zagrożony (EN, ang. Endangered).

## Systematyka
Gatunek ten po raz pierwszy zgodnie z zasadami nazewnictwa binominalnego opisał amerykański ornitolog Alexander Wetmore w 1953 roku na łamach „Smithsonian Miscellaneous Collections”. Autor nadał mu nazwę Coeligena orina, a jako miejsce typowe podał Páramo de Frontino w departamencie Antioquia w Kolumbii. Gatunek ten był uważany także za podgatunek elfika złotobrzuchego. Jednak badania genetyczne wykazały, że jest odrębnym taksonem. Jest gatunkiem monotypowym.

### Etymologia
- Coeligena: epitet gatunkowy Ornismya coeligena Lesson, 1833; łac. coeligenus „urodzony w niebie, niebiański”, od coelum lub caelum „niebo”; genus „potomstwo”, od gignere „przynosić”[13].
- orina: grecki przedrostek ο- oznaczający siłę; ῥις rhis, ῥινος rhinos „nos”[14].

## Morfologia
Mały koliber o długim i prostym, czarnym dziobie. Występuje dymorfizm płciowy. U samca nogi i stopy czarniawe z białawymi podeszwami, u samicy podeszwy od białawych do różowawych. U samca szczyt głowy i jej boki aksamitnie czarne, czoło od opalizującego niebieskozielonego do złotozielonego, grzbiet i pokrywy skrzydeł zielone, pokrywy ogonowe i kuper złotozielone, ogon jaśniejszy, zielony. Gardło i pierś ciemnozielone, z czarnymi przebarwieniami z dużą kobaltowo-błękitną plamą pośrodku dolnej części gardła. Brzuch i pokrywy podogonowe opalizujące złotozielone. Samica ma górę głowy i jej boki, grzbiet i pokrywy skrzydeł zielone z czarniawymi zakończeniami piór, co daje efekt łuskowania. Zad, pokrywy ogonowe, ogon jak u samców, z tym, że zad jest mniej opalizujący. Policzki i gardło jasnocynamonowe z linią zielonych plamek na bokach gardła. Brzuch złotozielony opalizujący, pokrywy podogonowe lekko matowe. Długość ciała około 14 cm.
Szczegółowe wymiary na podstawie:
|                                   | Samiec      | Samica      |
| --------------------------------- | ----------- | ----------- |
| Masa ciała (g)                    | 6,9 – 7,2   | 6,7 – 7,0   |
| Długość rozłożonego skrzydła (mm) | 86,5 – 86,8 | 76,1 – 78,5 |
| Długość dzioba (mm)               | 35,7 – 35,8 | 38,9 – 41,2 |
| Długość ogona (mm)                | 43,9 – 44,4 | 42,2 – 43,4 |
| Skok (mm)                         | 6,2 – 6,4   | 6,1 – 6,2   |

## Zasięg występowania
Zasięg występowania (EOO, Extent of Occurrence) według szacunków organizacji BirdLife International obejmuje około 6,7 tys. km², prawdopodobnie w 6–10 odosobnionych podpopulacjach. Gatunek ten występuje głównie w zakresie wysokości od 2950 do 3400 m n.p.m., jednak sporadycznie spotykany był w zakresie wysokości 1800 do 3500 m n.p.m. Elfik zielony występuje w Páramo de Frontino w departamencie Antioquia, w sąsiadującym Parku Narodowym Las Orquídeas, w paśmie górskim Farallones del Citará, w okolicach miasta Jardín oraz w górach Cerro Montezuma w Parku Narodowym Tatamá.

## Ekologia i zachowanie
Jego głównym habitatem są wysokie lasy mgliste, karłowate lasy wilgotne oraz obszary z formacją roślinną paramo. Nie ma wielu informacji na temat diety tego gatunku, ale wiadomo, że składa się z nektaru, drobnych owadów i pajęczaków. Długość pokolenia jest określana na 2,4 roku.

### Rozmnażanie
Niewiele wiadomo o rozmnażaniu tego gatunku. Opisano 2 gniazda w Parku Narodowym Tatamá; były one usytuowane na ścianach skalnych w pobliżu strumieni i zawieszone na cienkich korzonkach około 3 m nad ziemią. W obu gniazdach znajdowały się 2 jaja.

## Status
W Czerwonej księdze gatunków zagrożonych IUCN elfik zielony jest klasyfikowany jako gatunek zagrożony (EN, ang. Endangered). Liczebność populacji jest oszacowana na więcej niż 250, a mniej niż 2499 dorosłych osobników; gatunek ten jest opisywany jako rzadki. Trend liczebności populacji uznawany jest za spadkowy, na co główny wpływ ma utrata i degradacja siedlisk oraz niekorzystny wpływ zmian klimatycznych.